# Dolores Albarracín

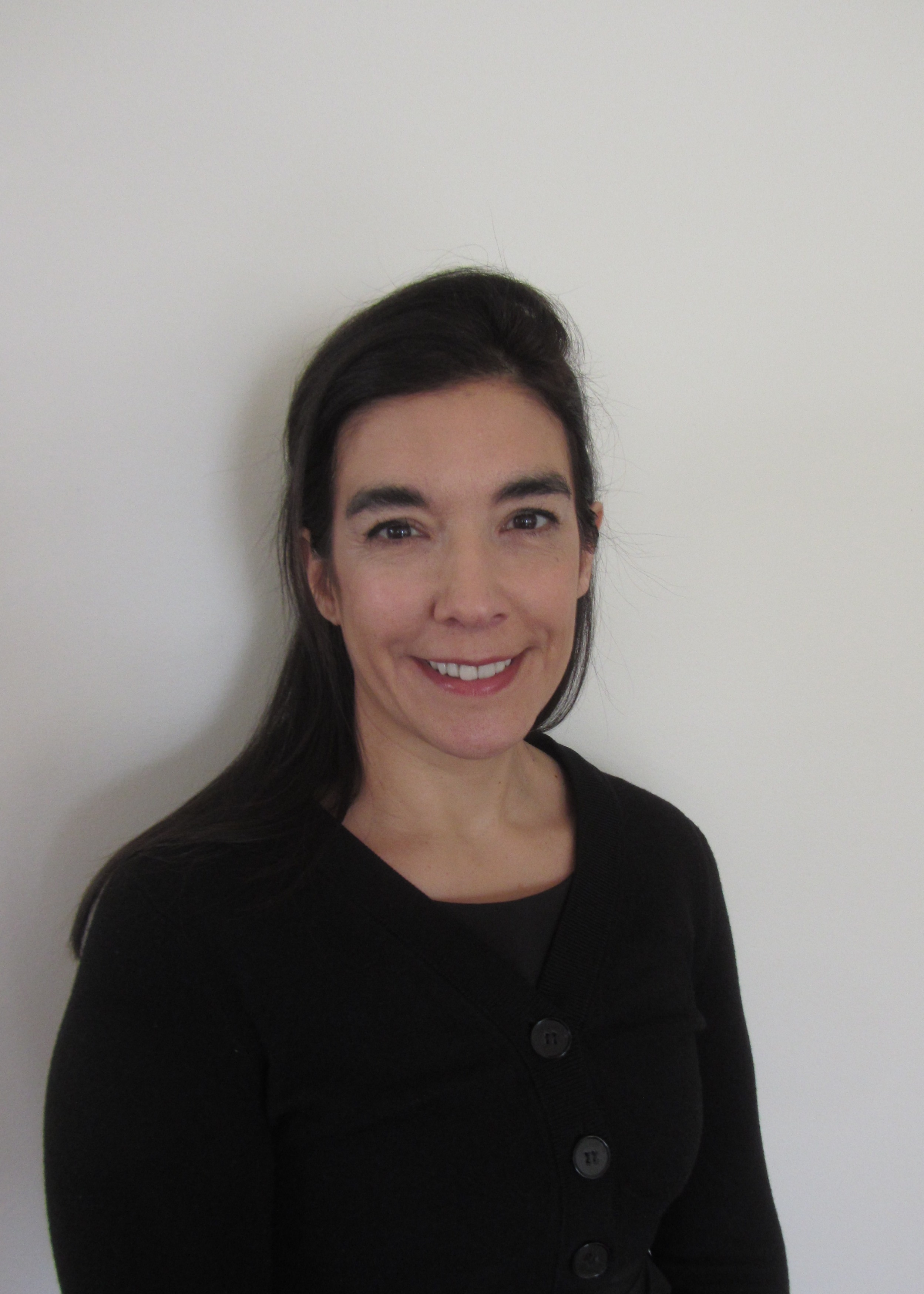
Dolores Albarracín (2017)

Dolores Albarracín (* 1965 in La Plata) ist eine argentinische Psychologin.

## Werdegang, Forschung und Lehre
Albarracín studierte an der Katholischen Universität von La Plata, an der sie 1988 mit einem Bachelor of Arts in Psychologie graduierte. Sie setzte ihr Studium an der Universidad Nacional de La Plata fort, ehe sie 1992 ihr Ph.D.-Studium in Klinischer Psychologie an der Universität Belgrano abschloss. Anschließend ging sie in die Vereinigten Staaten, um in Sozialpsychologie  unter Anleitung von Martin Fishbein an der University of Illinois at Urbana-Champaign zunächst einen Master-of-Arts-Abschluss zu machen und 1997 unter Anleitung von Robert S. Wyer ein Ph.D.-Studium abzuschließen.
Albarracín gehörte zwischen 1997 und 2008 zunächst als Assistant Professor und später Associate Professor zum akademischen Personal der University of Florida. Anschließend wurde sie als ordentliche Professorin für Psychologie, Medizin und Betriebswirtschaftslehre („Business Administration“) an die University of Illinois at Urbana-Champaign berufen. Zwischen 2012 und 2014 besaß sie einen parallelen Lehrauftrag an der University of Pennsylvania, dort übernahm sie 2021 die Alexandra-Heyman-Nash-Penn-Integrates-Knowledge-University-Professur.
Albarracíns Forschungs- und Lehrschwerpunkte liegen auf Einstellungen und Überzeugungen, dem Zusammenhang zwischen Absicht und Verhalten sowie der Vorhersage allgemeiner Verhaltensmuster. Dabei nehmen Aspekte der Verhaltens- und Gesundheitsökonomie einen zunehmenden Stellenwert ein. Insbesondere setzte sie sich mit Einflussfaktoren auf die Entscheidung, zu Tabakrauchen, auseinander, forschte aber auch zu weiteren Lebenstileinflüssen und den Auswirkungen auf die Eindämmung von Krankheiten sowie zu psychischer Gesundheit. Zudem setzte sie sich in ihrer wissenschaftlichen Arbeit auch mit den Auswirkungen von Desinformation und Verschwörungstheorien auseinander.
Albarracín war zwischen 2014 und 2020 Chefredakteurin des Periodikums Psychological Bulletin, seither ist sie einfaches Redaktionsmitglied. Seit 2023 ist sie Chefredakteurin des Journal of Personality and Social Psychology. Sie war Mitherausgeberin von Behavioral Science and Policy sowie Redaktionsmitglied unter anderem beim Journal of Social Psychology, beim Journal of Consumer Psychology, bei Personality and Social Psychology Review, bei Social Psychology and Personality Science und dem Journal of Experimental Psychology.
Albarracín ist seit 2009 Fellow der American Psychological Association und der Association for Psychological Science sowie seit 2020 der Society for Health Psychology und seit 2021 der Society for the Psychological Study of Social Issues. 2022 erhielt sie die Harold-Lasswell-Fellowship der American Academy of Political and Social Science. 2024 gehörte sie neben Icek Ajzen, Mahzarin R. Banaji, Anthony Greenwald und Richard Petty zu den mit einem der BBVA Foundation Frontiers of Knowledge Awards in der Kategorie „Sozialwissenschaften“ Ausgezeichneten. 2024 wurde Albarracín zum Mitglied der American Academy of Arts and Sciences gewählt.